# ТЕС Ашугандж/Ашугандж-Схід
24°2′38″ пн. ш. 91°0′55″ сх. д. / 24.04389° пн. ш. 91.01528° сх. д.ТЕС Ашугандж/Ашугандж-Схід – потужний електрогенеруючий майданчик на північному сході Бангладеш.
У 1968 році почалась розробка найбільшого бангладеського газового родовища Тітас. Одним зі споживачів видобутого тут блакитного палива стала зведена за кілька кілометрів на березі річки Мегхна теплова електростанція Ашугандж, де в 1970-му стали до ладу дві парові турбіни потужністю по 64 МВт.
У 1980-х спорудили комбінований блок парогазового циклу потужністю 90 МВт. Він мав одну газову турбіну General Electric EM601B потужністю 56 МВт (стала до ладу в 1982), яка через котел-утилізатор від Babcock Energy живила одну парову турбіну General Electric з показником 34 МВт (введена в експлуатацію у 1984-му). У цій же секції в 1986-му запустили другу газову турбіну General Electric EM601B з показником у 56 МВт.
Втім, у тих саме 1980-х можливості майданчику передусім збільшили за рахунок трьох парових турбін потужністю по 150 МВт, які стали до ладу в 1986, 1987 та 1988 роках.
В 2011-му комплекс ТЕС доповнили секцією з генераторними установками на основі двигунів внутрішнього згоряння – всього запустили 16 установок General Electric Jenbacher J620 GS-F101 загальною потужністю 53 МВт.
Після трьох десятків років експлуатації обладнання секції парогазового блоку знаходилось у поганому стані, так, потужності газових турбін деномінували до 40 МВт, а парової – до 20 МВт. В 2014-му вивели з експлуатацію одну газову та одну парову турбіни, а невдовзі зупинили і другу газову турбіну. На їх місці в 2015-му розпочав роботу новий парогазовий блок потужністю 225 МВт, у якому одна газова турбіна живить через котел-утилізатор одну парову турбіну.
Наразі на майданчику реалізують проект спорудження ще одного парогазового блоку потужністю 400 МВт, відомого як Ашугандж-Схід. У ньому одна газова турбіна живитиме через котел-утилізатор одну парову турбіну. Завершення будівництва планується на 2021 рік.
Окрім ресурсу з Тітаса станція може використовувати блакитне паливо, яке надходить до Ашуганджу з північного сходу по газотранспортному коридору Кайлаштіла – Ашугандж.
Для охолодження використовують воду із річки Мегхна.
Видача продукції відбувається по ЛЕП, розрахованим на роботу під напругою 132 кВ, 230 кВ та 400 кВ.
Станція належить компанії Ashuganj Power Station Company Ltd (APSCL), якою володіє державна Bangladesh Power Development Board (BPDB). При цьому менш ніж за кілометр від ТЕС Ашугандж знаходиться належний тій же APSCL майданчик  ТЕС Ашугандж-Північ/Ашугандж-Південь. Крім того, в Ашуганджі працюють генеруючі об’єкти компаній Midland Power, United Power та BPDB.